# 竹塹城
24°48′15″N 120°58′13″E / 24.8042121356586°N 120.970198964244°E
竹塹城，又稱淡水廳城、新竹縣城，是指臺灣在清治時代於今日新竹市中心所建的城廓，創立於雍正元年（1723年），是當時淡水廳廳治（北台灣行政中心）所在，後臺北府設立，淡水廳城改為新竹縣城。現存的磚石城池完成於道光九年（1829年）。因此有時也用「竹塹城」一詞來代指新竹市。竹塹城迎曦門是現今唯一留存的城門，是中華民國國定古蹟。

## 歷史

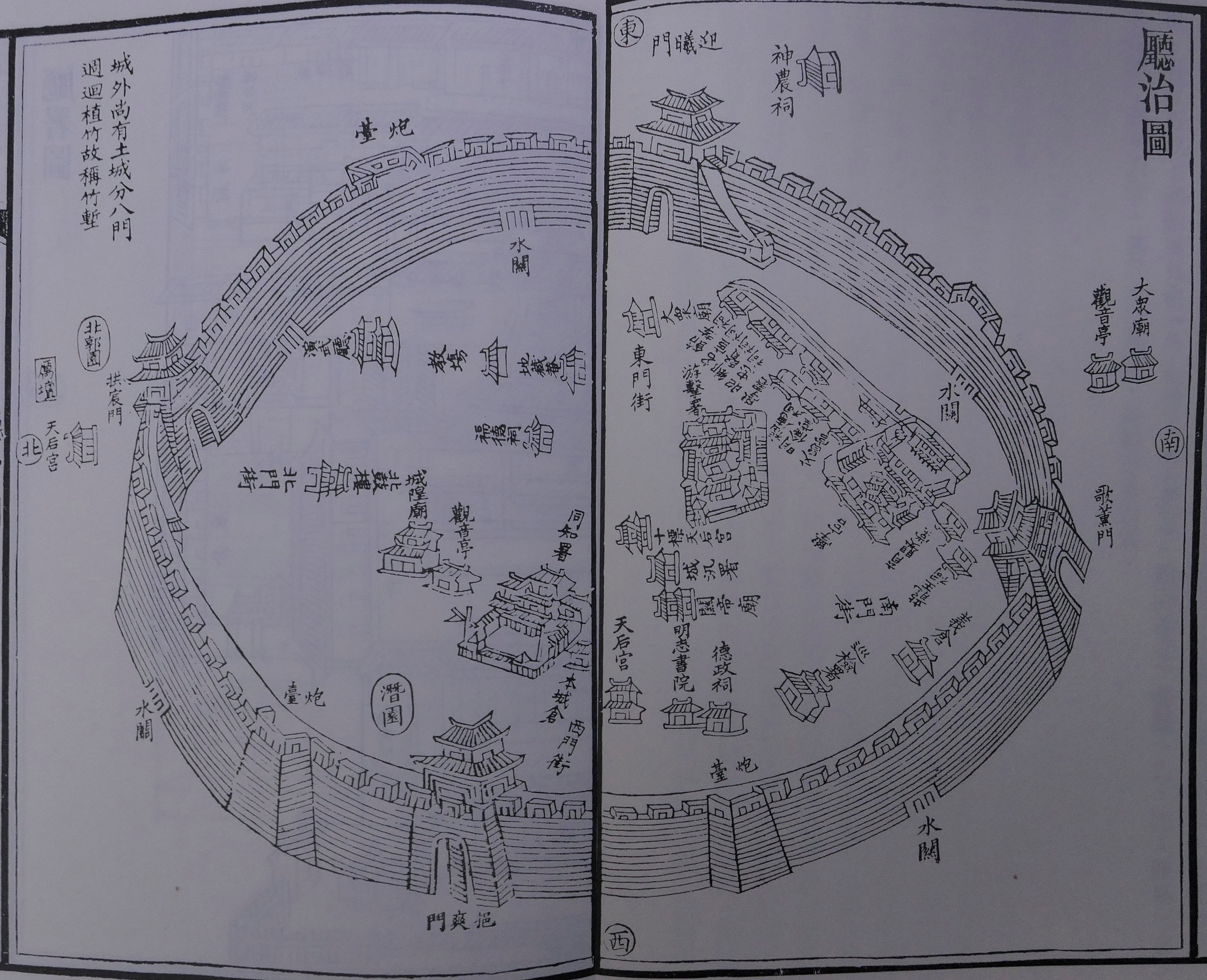
《淡水廳志》（1871年）的竹塹城圖

「竹塹」為新竹的古稱，最早是平埔族道卡斯族「竹塹社」的所在地。漢人約於康熙五十年（1711年）間，由泉州移民王世傑（閩南籍）來此開發，而在他率領親族鄉民來此屯墾後，此地逐漸成為清代北台灣最重要的政經與文化中心。當時竹塹隸屬於臺灣府諸羅縣。在康熙六十年（1721年）朱一貴事件平息後，清朝鑑於原諸羅縣轄區過大，統治鞭長莫及，於雍正元年（1723年）分虎尾溪以北設彰化縣，同時設置淡水捕盜同知專司北台灣事務，竹塹被劃於其轄區內。直至雍正九年（1731年）正式於大甲溪以北至雞籠分劃轄區，設置淡水廳，並改長官為淡水撫民同知。
清朝治臺初期，為了避免流民造反，曾經禁止台灣建造石磚城，因此，竹塹城早期的雛型，是以種植竹圍的方式代替磚牆。雍正十一年（1733年）淡水海防廳從彰化縣城正式移來竹塹時，淡水同知徐治民在四週遍植莿竹，整個區域呈圓形，週長440丈（約1408公尺），有東、西、南、北四個門，為竹塹建城之始。到了1759年，莿竹均已腐杇。1806年，因蔡牽等人侵擾臺灣沿岸，同知胡應魁諭民造土城。七年後，同知查廷華又再加高加寬土圍。
1827年，進士鄭用錫（閩南籍）等向前來巡視的閩浙總督孫爾準倡議興建磚石城及四城門樓，獲清廷同意後，於次年（1828年）開始築造磚石城垣，周長為860丈（約2752公尺），牆高1丈5尺（4.8公尺），高度加雉堞則為1丈8尺（5.76公尺）。該城以城隍廟為中心，東門為迎曦門、西門為挹爽門、南門為歌薰門、北門為拱宸門，而在東西南三門都設有砲臺一座，北門則為兩座。東門街、西門街、南門街、北門街通往四門，加上上述的土圍，就構成了新竹街區，此外在北門外還有臺灣唯一的牌坊群，而西門石坊街上還有新竹歷史最悠久的楊氏節孝坊（1824年建）。磚石城牆於1829年秋完工，名為淡水廳城，又名竹塹城。竹塹城外挖築壕溝為護城河，並設吊橋兩座，長8.2公尺，寬1.6公尺，與鳳山縣舊城東門段護城河同為目前臺灣僅存的護城河。此外由於磚石城周長比起之前的土城短很多，所以原本在土城裡的鄭氏北郭園與竹蓮聚落等都變成城外，後來又因附近的水田莊、湳雅莊等地興起，所以道光十九年（1839年）臺灣道姚瑩便命淡水同知龍大惇調查是否有增建土城的必要，而三年後（1842年）在鴉片戰爭期間，有英國軍艦侵擾附近的大安港，故當時的同知曹謹與仕紳在磚石城外加築一圈土城，周長1495丈，城外植竹開溝，溝寬二丈，城高為一丈，另建有大小城門共八座，分別是大東門「賓暘門」、大西門「告成門」、大南門「解阜門」、大北門「承恩門」、小東門「卯耕門」、小西門「觀海門」、小南門「耀文門」與小北門「天樞門」。
進入日治時期，1901年北門大街金德美商號大火，將整個北門付之一炬。1902年，總督府實施市區改正，開始拓寬道路並拆掉城牆與城樓，南門、西門也被拆除，只剩東門（迎曦門）存留至今。原來以防禦為用的護城河，河水成為灌溉用圳道——振利圳。

## 古蹟

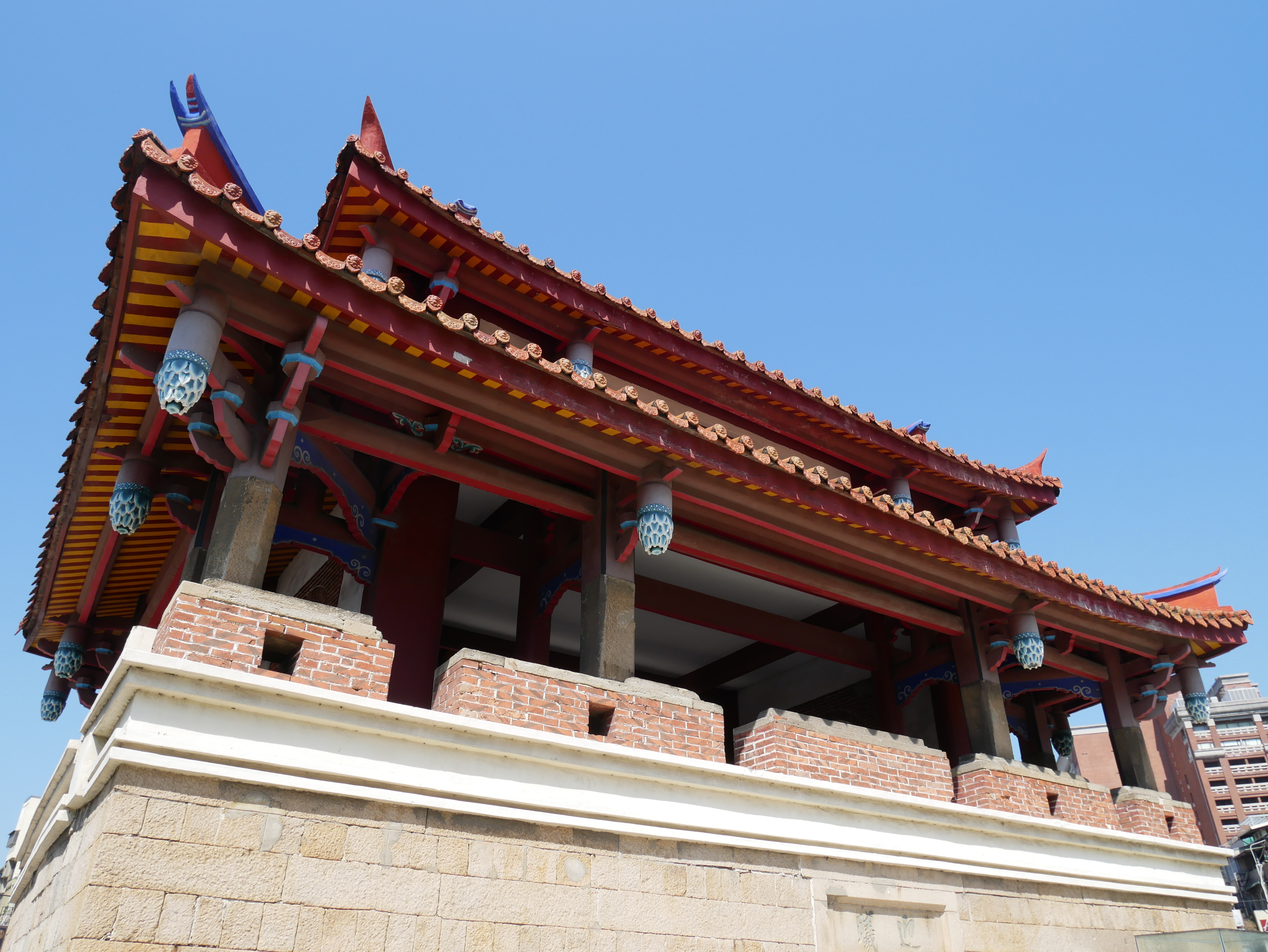
迎曦門城樓
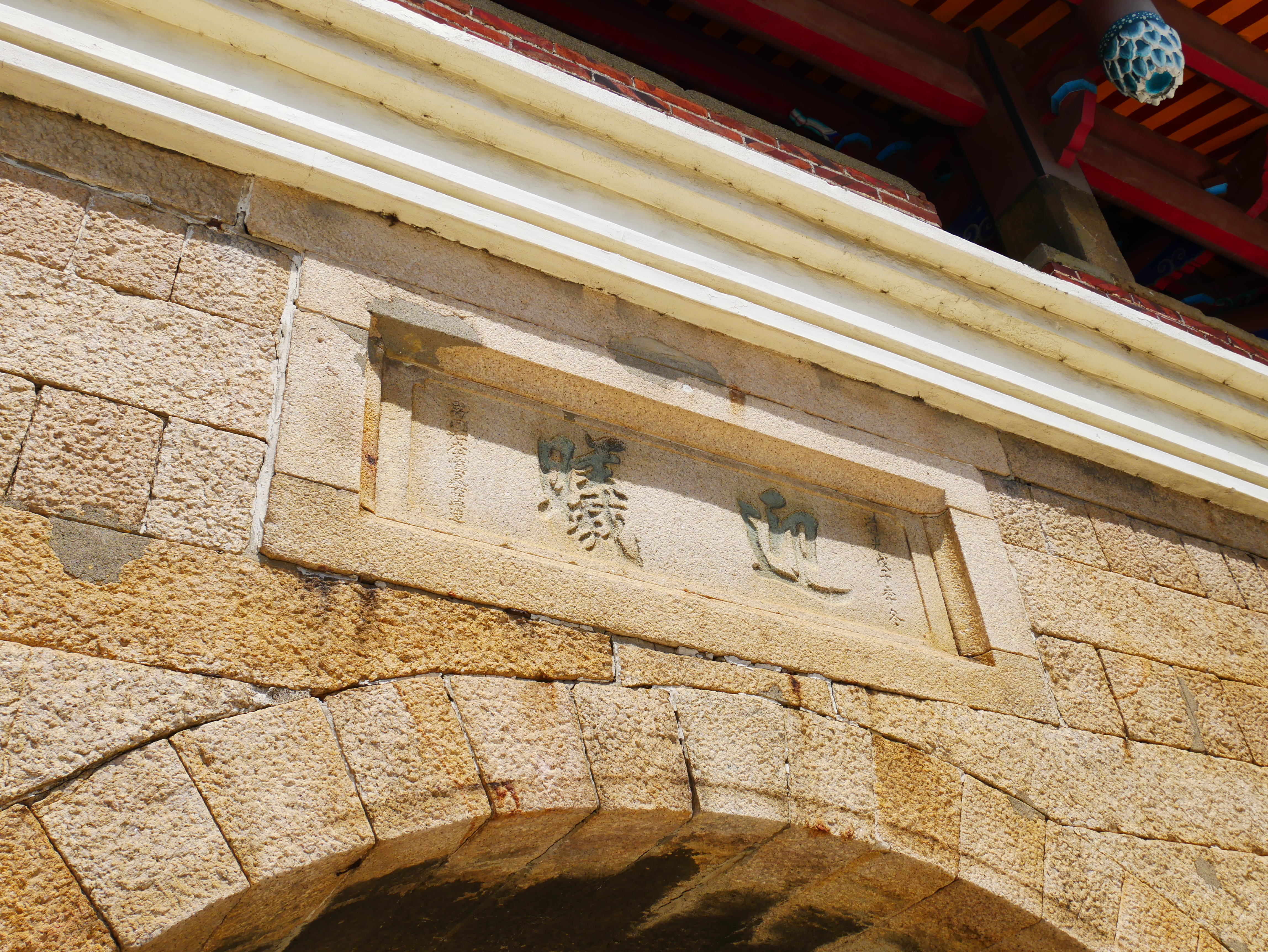
迎曦門匾額，左書「道光戊子季冬」，右書「署同知李慎彝監造」，1828年
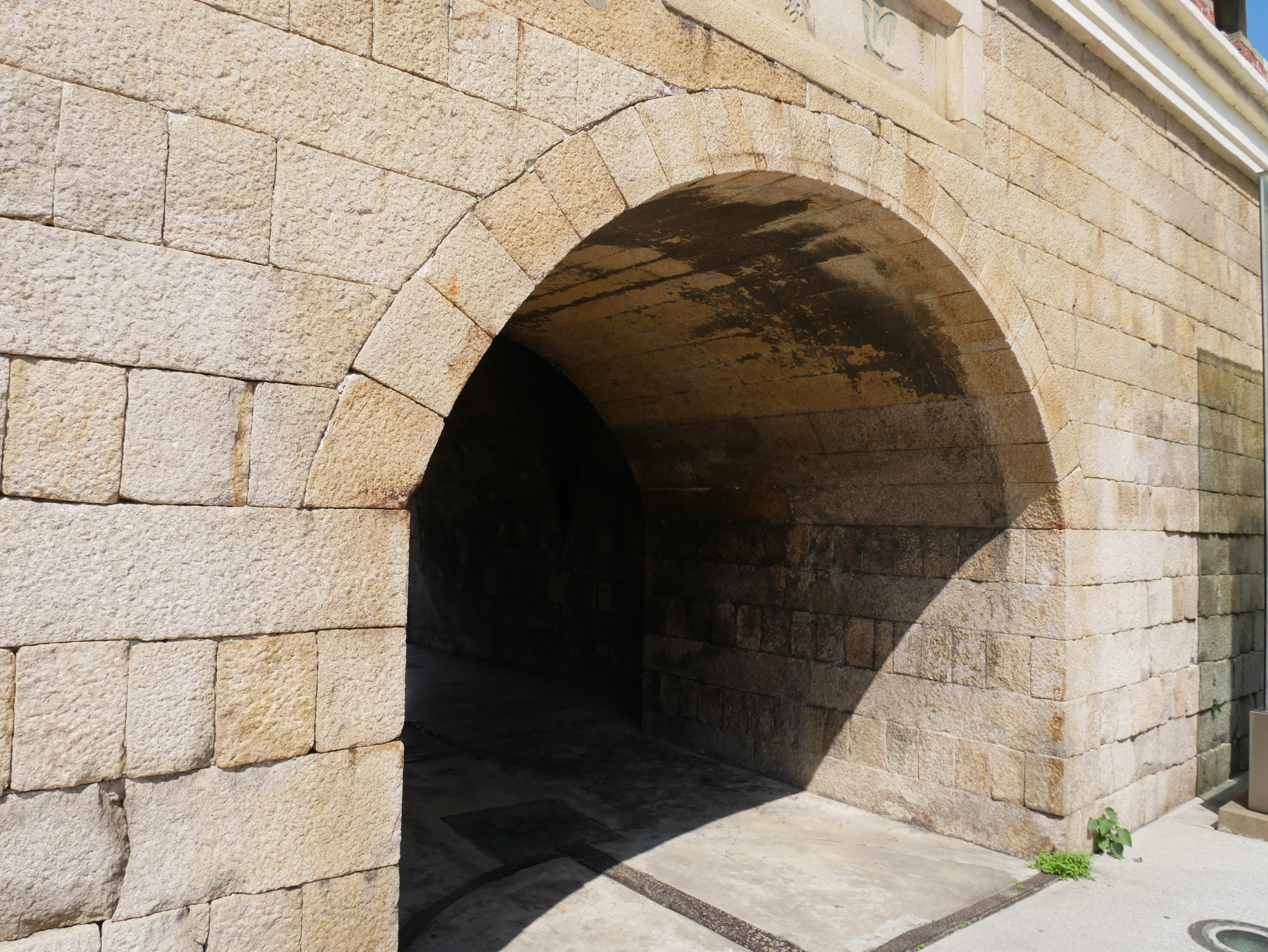
城門洞
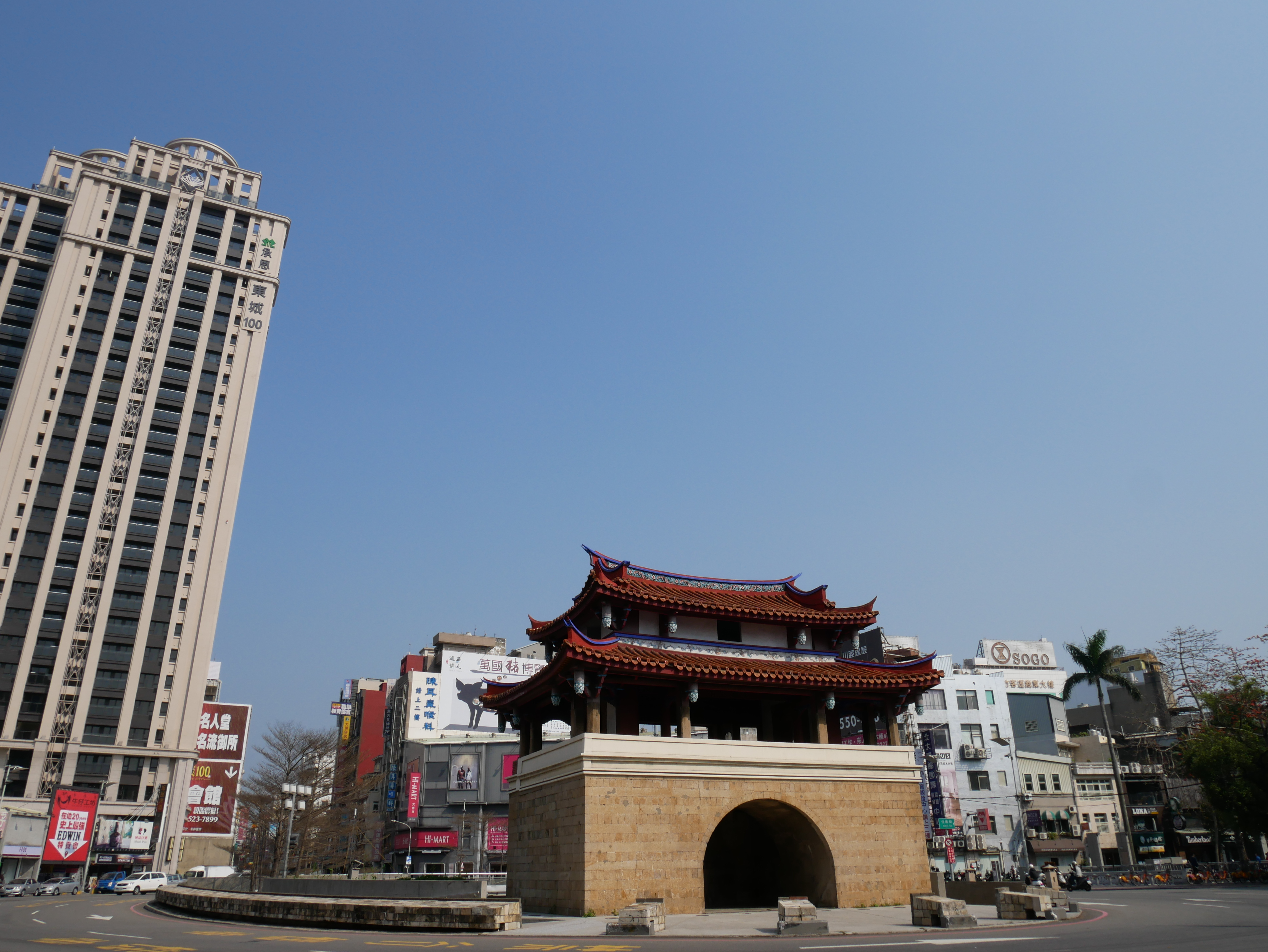
道路中央圓環內的迎曦門
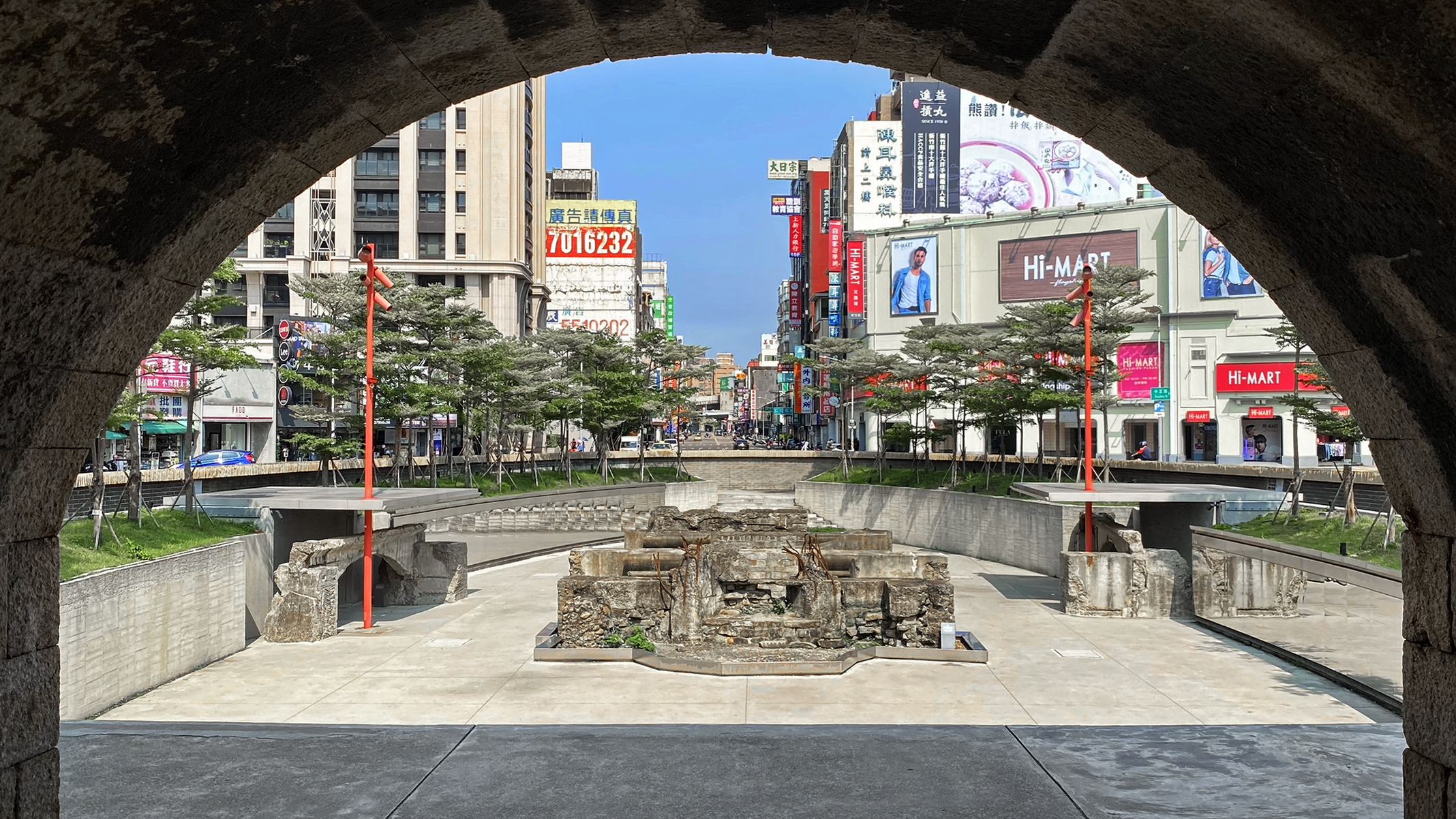
橋墩遺構

### 迎曦門
迎曦門（東門）是竹塹城僅存的城樓，位於新竹火車站沿中正路直行約400公尺處，為國定古蹟。而新竹市護城河經過整治後，結合現代建築，現為具休憩功能的親水公園。護城河中有各種魚悠游水中，一旁的草地上也不時有文化藝術表演。城門為一幢二層樓的建築。城牆雉堞為燕子磚砌成，城樓下段為城座，以唐山石及條形花崗石石塊疊砌而成，城牆上鐫刻著時任署理淡水撫民同知李慎彝所題的「迎曦」二字。上層城樓原為木構建築，現已改為混凝土造，城樓結構共二十四根立柱，屋簷為歇山重簷式建築，屋脊燕尾起翹，簷下懸掛著精雕吊筒。城門門洞採半圓拱型的造型。
迎曦門除了本身為古蹟之外，城前的廣場也於1999年被時任新竹市長蔡仁堅打造成新竹之心，為一個結合傳統與現代科技的露天市民廣場，贏得了2000年台灣建築獎首獎與第二屆遠東建築獎首獎兩項建築獎。廣場設計成地上地下各一層的展演場所，一般民眾皆可向政府申請，提供表演或發展文藝空間（例如樂團的發表、慈善的捐款活動、政府推展的文藝活動等），其中新竹之心為圓環中心，竹塹城歷史光廊將其與護城河連接，讓人們了解竹塹城的由來。除了在假日的夜晚都會有活動之外，平日的夜晚偶爾也會有提供一些休閒娛樂。近年來更用光雕的方式，將迎曦門與新竹之心打造為藝術作品，成為新竹的文化象徵地標。

### 淡水廳築城案卷

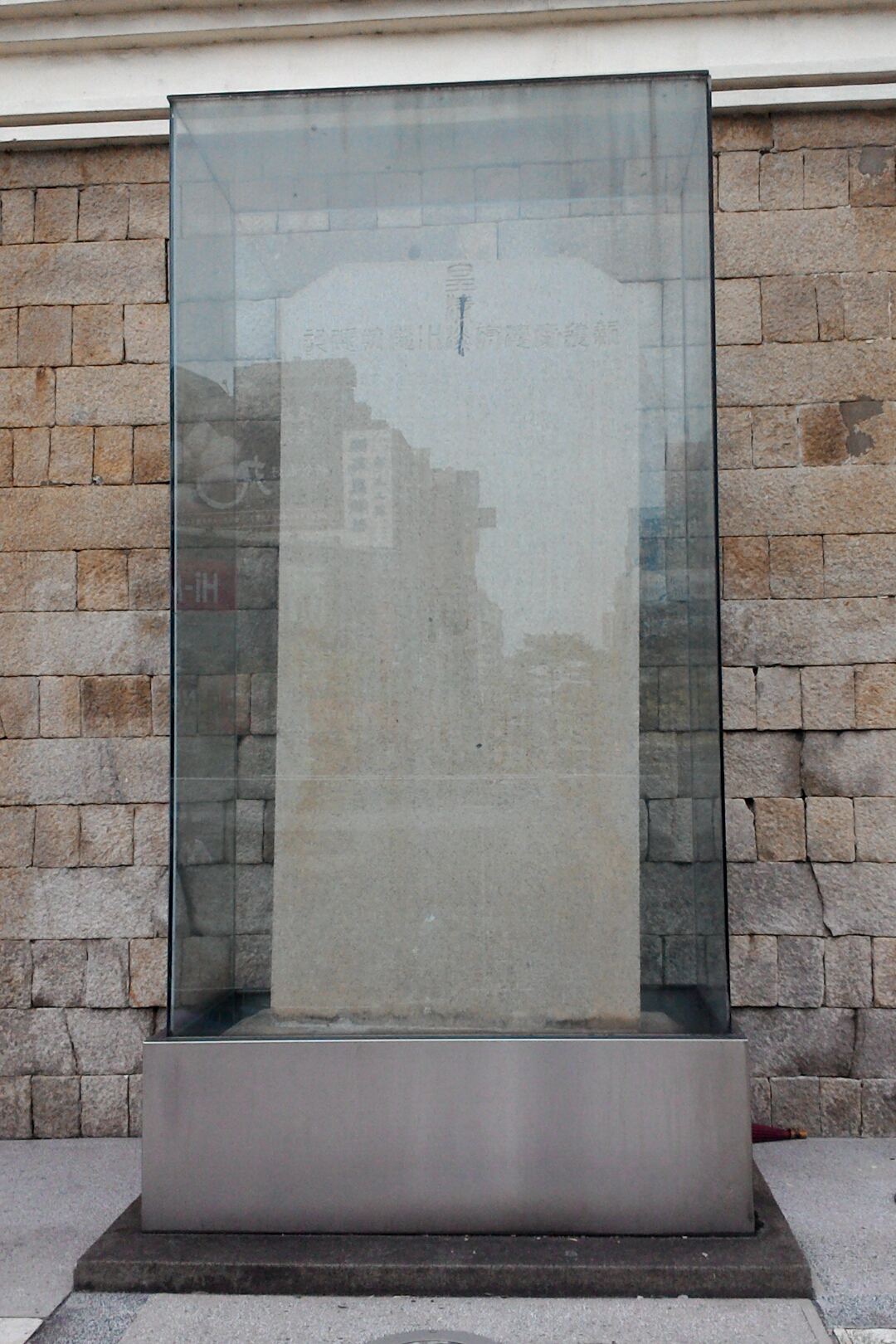
新建台灣府淡水廳城碑記
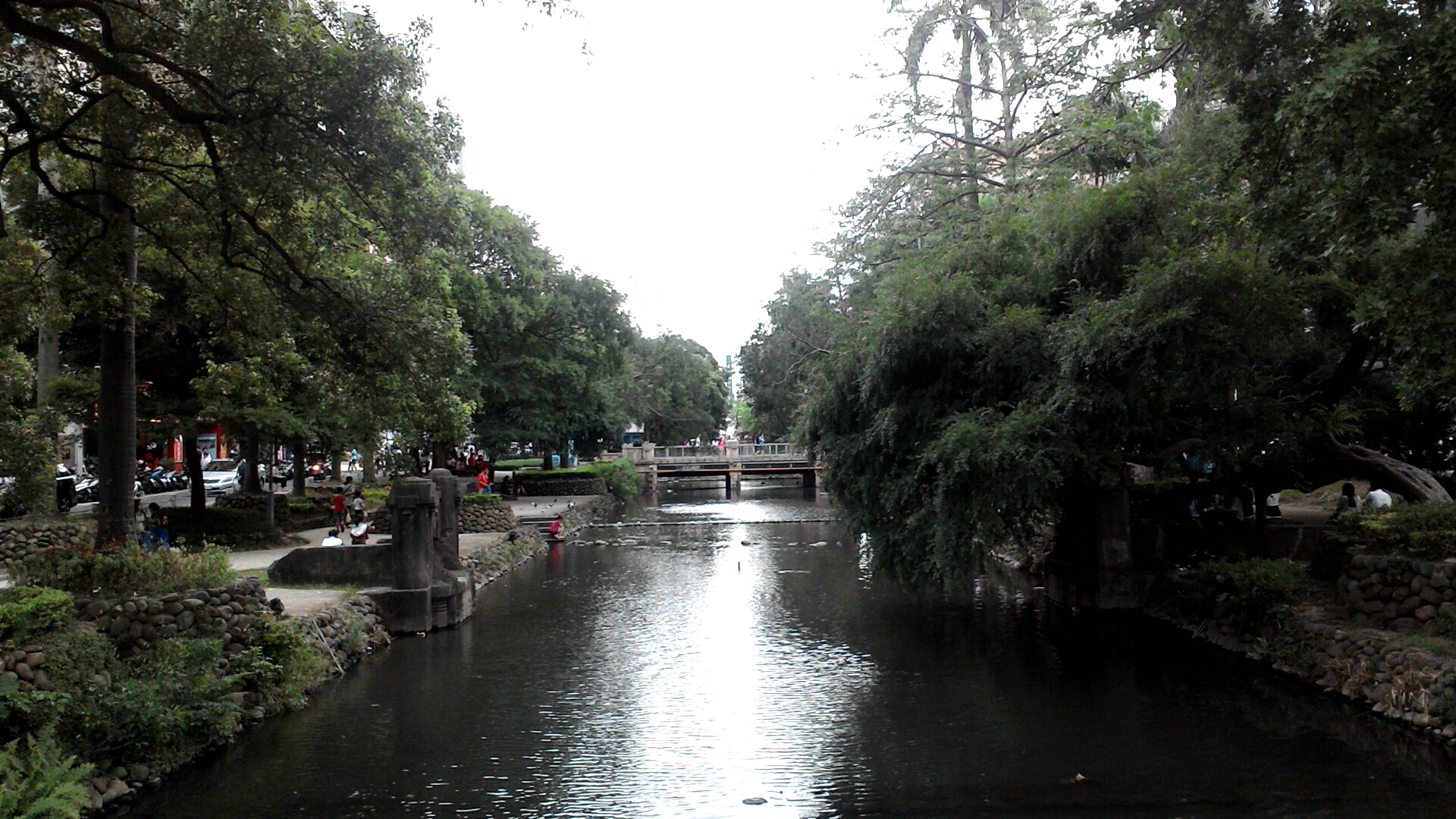
竹塹城護城河

聯名具呈的有鄭用錫、林長青、郭成金、鄭用鑑、溫斌元、林國寶、劉獻廷、鄭廷珪、王奠邦、林茂堂、陳鳳鳴等其中除了竹塹在地主要的家族個人或舖戶代表外，板橋林家的林平侯與大龍峒陳家的陳維藻也聯名參與，可見竹塹之建城不僅關係城內百姓的身家性命，也牽涉到整個北臺灣社會與經濟之發展。

### 新建臺灣府淡水廳城碑記
- 賜進士出身誥授朝議大夫、福建臺灣府知府、前鹿仔港理番同知、閩縣武平羅源三縣知縣、充嘉慶戊辰己卯兩科鄉試同考官，浮梁鄧傳安撰。
- 賜進士出身誥授奉直大夫、候補知州、借補福建臺灣府澎湖通判署臺防同知事、前連江縣知縣、充嘉慶丁卯癸酉丙子道光辛巳四科鄉試同考官，黃梅蔣鏞書。
- 賜進士出身敕授承德郎、福建臺灣府噶瑪蘭通判署淡水同知事、前臺灣晉江沙縣清流等縣知縣、充嘉慶戊辰癸酉道光壬午三科鄉試同考官，威遠李慎彝篆額。

## 附註
1. ↑  竹塹並非由平埔族原住民語音譯而來，1687年荷屬東印度公司以「Pocael社」或「Pocaal社」記載竹塹社戶口資料，無論如何轉音都無法成為竹塹。
2. ↑  約為今新竹市集賢街與中山路交叉口的基督長老教會一帶。
3. ↑  約為今新竹市西大路與南城街交叉口一帶。
4. ↑  約為今新竹市北大路與北門街交叉口一帶。
5. ↑  分別是同治五年（1866年）的江氏節烈坊（已不存）、同治十年（1871年）的張氏節孝坊、光緒八年（1882年）的李錫金孝子坊（已移至明湖路上）與光緒六年（1880年）的蘇氏節孝坊。

## 外部連結
- 新竹市政府全球資訊網 （页面存档备份，存于）
- 新竹文化歷史古蹟 （页面存档备份，存于）
- 中央氣象局24H全天監視竹塹城即時影像 （页面存档备份，存于）
- 新竹的發展 （页面存档备份，存于）